# Gynoplistia (Gynoplistia) variabilis
Gynoplistia (Gynoplistia) variabilis is een tweevleugelige uit de familie steltmuggen (Limoniidae). De soort komt voor in het Australaziatisch gebied.